# Viktor Pațaev
Viktor Ivanovici Pațaev (în rusă Ви́ктор Ива́нович Паца́ев; n. 19 iunie 1933, Aktiubinski raion⁠(d), RSFS Rusă, URSS – d. 30 iunie 1971, Soiuz 11) a fost un cosmonaut sovietic care a zburat în misiunea Soiuz 11 și a făcut parte din al doilea echipaj din lume care a decedat în timpul unui zbor spațial. La bordul stației spațiale Saliut 1 a operat Observatorul spațial Orion 1. El a fost primul om care a operat un telescop în afara atmosferei Pământului.
După intrarea în atmosferă care a decurs normal, capsula Soiuz 11 a fost deschisă și au fost găsite înăuntru cadavrele celor trei membri ai echipajului, Vladislav Volkov, Viktor Pațaev și Gheorghi Dobrovolski. S-a descoperit că o valvă s-a deschis chiar înainte de părăsirea orbitei, ceea ce a permis atmosferei capsulei să se scurgă în spațiu, făcându-i pe Pațaev și pe cei doi colegi de zbor să sufere o hipoxie fatală, în timp ce capsula lor cobora spre atmosfera pământului. Una dintre mâinile lui Pațaev a fost găsită plină de vânătăi și s-a presupus că acesta a încercat să închidă manual supapa înainte de a-și pierde cunoștința.

## Premii și comemorări
Cenușa lui Viktor Pațaev a fost depusă într-o urnă în Necropola din Zidul Kremlinului din Piața Roșie din Moscova.
I s-a acordat postum titlul de erou al Uniunii Sovietice, Ordinul Lenin și titlul de Pilot-Cosmonaut al Uniunii Sovietice.
Craterul lunar Patsaev și planeta minoră 1791 Patsayev sunt numite după el.
O relatare a carierei și a vieții în spațiu a lui Volkov apare în cartea din 2003 Fallen Astronauts: Heroes Who Died Reaching for the Moon (Astronauții prăbușiți: Eroii care au murit pentru a ajunge la Lună) scrisă de Colin Burgess.

## Vezi și
- Programul spațial sovietic